# D-1 DEVASTATOR
『D-1 DEVASTATOR』（ディーワン デバステイター）は、1992年12月11日に発売されたOVA作品。接触編と激闘編の全2話。

## 概要
当時ライバル企業であるバンダイの向こうを張って映像事業部を立ち上げ、『魔動王グランゾート』のLDボックスなどを発売していたタカラが、児童誌の記事制作などで実績のあったスフィウス・LABから持ち込まれた原案を叩き台として企画した、初のオリジナルビデオアニメである。総費用5億円が投じられた。
メディアミックス作品としてOVAを発売するタカラが中心となり、サウンドトラックの発売をワーナーミュージック・ジャパン、漫画版の出版をアスキー、ゲームをウルフ・チーム、ガレージキット発売を海洋堂がそれぞれ担当するという布陣で製作がスタート。アニメーション制作はタカラと縁の深いダイナミック企画が請け負い、実際の制作は、同社より外部のアニメ制作スタジオへ発注されている。なお、OVAの情報に関しては学研のアニメVがメインメディアとなった。
スタッフは当時注目を集めていた若い感性が集められ、特にビジュアル面を担う布陣として気鋭の漫画家・幻超二をキャラクターデザインに起用。メカニックデザイン関係ではイラストレーターの幡池裕之、アニメーターの大張正己、メカデザイナーの森木靖泰が集結している。
しかしいざ企画が動くと各社の足並みが揃わなかった。特に先行して展開された漫画版とOVA本編で人物描写や設定に明らかな齟齬が生じており、予め漫画版を読んでいないと理解できない設定が存在するといった不備が明らかになった。結局、セールス面で大惨敗を喫し、タカラはこの作品1本で映像事業からの撤退を余儀なくされた。
クレジットでは「メカコーディネイト」となっている幡池は、実際には主役メカであるヴェクター・バーサスの頭部デザインを行ったのみである。同じく「メカアクション・スーパーバイザー」となっている大張も、本編への参加は激闘編で数カット原画を手がけたのみで、ヴェクター・バーサスのクリンナップを手がけたという事でクレジットされている。大張によると「当時は『デトネイター・オーガン』の監督をやっていて、とてもじゃないが『デバステイター』に深く関わる余裕はなかった。親しい筋から頼み込まれて版権イラストの他にできる範囲で関わった結果、ああいうクレジットになっていて自分でも驚いた」との事である。

## ストーリー
接触編
西暦2032年6月。行方不明となった親友マサトの足跡を辿るためにヤエス自動車へ中途入社し、マサトがいた幕張テストコースの所属となったリョウは、常務のグレイ・ギアから「マサトの事が知りたければ深夜テストコースへ来て、テスト中のニューマシンに乗れ」という不可解な示唆を受けた。ギアの言葉通りにニューマシン、ヴェクター・バーサスに乗り込みテスト用のオーバルコースへ躍り出たリョウは、時速300キロを越えた瞬間、謎の空間へとワープする。
謎の空間で、巨大な目に襲われる幻覚に恐怖するリョウ。そこへ異形の怪物が襲い掛かるがロボット兵器に乗った軍人と思しきチームに救われ、そのチームを率いるエティマンと名乗る男の手引きでリョウは元の空間への帰還を果たした。
帰還後、リョウは自分が突入した謎の空間――時速300キロを越えた先に存在する高速空間の存在や、そこに巣食うあの怪物・デバステイターによってマサトが命を落とした事をカオルとの会話で知る。その直後、ギアによってニューマシンの無断使用という濡れ衣を着せられたリョウはギアの部下に身柄を確保され、ヘリによって移送される途中で再び高速空間へ突入してしまう。かつてはヤエスのテストコース上にしかなかった高速空間との接触点は今や千葉北西部や東京東部、そして横浜方面にも現れるようになっており、それを知らない操縦士が接触点においてヘリを時速300キロで飛行させてしまったのだ。しかしリョウはまたもエティマンら軍人チームに救われ、大怪我を負いながらも生還を果たすのだった。
そして半年後の12月――二度の生還を経てヴェクターのメインパイロットに選ばれたリョウは、それまでヴェクターのテストを担当していたナミと共に過酷な訓練を開始する。リョウが幻覚を克服して訓練も佳境に差し掛かった時、北東電鉄のリニアバス(リニアモーターカーを利用した新幹線)が営業運転中に時速300キロを越える速度での運用試験を行い、走行中に突如消失するという事態が発生する。この件を知ったギアはヤエス本社役員会の判断を仰がず、独断で高速空間へ突入したリニアバスの救出を指令した。
ギアが手配した輸送ヘリ・トウキョウローズに搭乗していた軍人チームと共にリニアバス救出を遂行するリョウとナミ。しかしその頃、カオルはリニアバスほどの大きさ・質量を持つ物体を無事帰還させられる場所が見つからずに焦燥する。そんなカオルに上司の山城が帰還ポイントとして指示したのは意外な場所だった。

激闘編
西暦2035年8月。リニアバス救出以降、ヤエス幕張テストコースの面々はギアの指揮下にある軍人チームと共にデバステイターと戦い続けていた。いつ終わるとも知れない「戦争」を強要するギアに対する不満が積もった山城が、行きつけの屋台の飲み屋で酔いどれながらオヤジに愚痴を並べていた時、幕張の重水素プラントに異変が発生する。プラントの一部が消失し、その場所に不気味な塔が出現したのだ。
この異常事態に急遽高速空間へ突入したリョウ達は、プラントの消失部分が高速空間内に浮かんでいるのを発見。探索の結果プラント内にまだ10数人もの作業員が残っている事を確認するが、そこで巨大なデバステイターの襲撃を受けて撤退を余儀なくされる。
分析の結果、塔はデバステイターが送り込んだもので、高速空間と通常空間を入れ替えるためのトリガーの様な役割を果たすものだと分かった。しかしギアは、もし塔を使われれば東京一帯が高速空間と置き換えられるという事態が予測されるにもかかわらず、塔をそのままにして入れ替わったプラントの救出は行わないとカオルと山城に告げる。
ギアの目的が塔から発生される莫大なエネルギーの独占にある事を察したカオルは、山城やエティマンと協議の上でギアの命令系統から逸脱し、独自の判断による行動を決定する。
今回の作戦では巨大な質量のプラントを高速空間内に存在できる時速300キロ以下の速度へと押しやって通常空間へ引き戻しつつ、巨大デバステイターも排除しなければならない。この難しい問題を解決すべく、エティマンは未だテスト中のボンバー・バーサスの作戦投入とその運用を自ら行う事を決断する。
その頃カオルやエティマン達の離反を予測したギアは、深い関係を持つ超国家軍事組織NADO(Network of Anti Devastator Organization：ナドー)へ、幕張テストコースへ侵攻するよう指示していた。先鋒のヘリ部隊がテストコースを強襲するが、カオルは防御用外殻を展開させてテストコースを完全封鎖する。
再び高速空間へと突入するリョウ達だったが、ボンバー・バーサスは突入中に動作不良を起こしてしまう。エティマンはやむなく爆弾ユニット・ボンバー1を切り離して制御ユニットである軍用バーサス・ビヒモスのみでの突入を敢行。ボンバー1が突入中に切り離された事を知った山城は、予め用意してあった予備機・ボンバー2の投入を指示する。しかしそれには封鎖したテストコースの一部を最低5分は開放しなければならず、その間にテストコースを包囲したNADOの侵入を許す危険性があった。これに対してカオルは開放部分に作業車を停めて、外部からの侵入を阻む手に出る。
自ら作業車を運転して開放部分へと向かったカオルだったが、そこで塔のエネルギー放出で発生した暴風に車両やコンテナすらも吹き飛ばされる中、人影が揺ぎ無い足取りでテストコースへと向かってくるという衝撃的な光景を目撃する。

## 登場人物
- 谷田辺了：関俊彦
- 進藤香：冬馬由美
- 星野奈美：冨永みーな
- 和南城結華：かないみか
- 山城チーフ：仲村秀生
- ジェイムズ・エティマン：玄田哲章
- ジェルディー・ノーランド：平野文
- ケリー・坂本：糸博
- ユーリ・ツボレフ：塩沢兼人
- グレイ・ギア：大友龍三郎

## 登場メカ
ヴェクター・バーサス
ヤエス自動車が開発したアドバンスド・ファイティング・ビハイクル（AFV）2号機。そのカテゴライズや「バーサス」の名が示す通り、設計段階からデバステイターとの戦闘＝対決を想定している。心臓部の設計は、高速空間内で発見された地球外文明の遺物＝異星人の小型宇宙艇を回収し、そこから得られる技術を投入する事が前提とされていた。その為バーサス1号＝スティングレイ・バーサスによる遺物回収が実行されるが、これはOVA本編では描かれていない。
車体の大きさは大型トラック並のレーシングカーのフォルムを持つ車両形態とロボット形態への相互変形が可能。この他ロボットの下半身のみを車両形態に準じた状態に変形させ、頭部は胴体へ収納した中間形態と呼ばれるモードも存在する。
当初はホシノ・ナミによってテストが行われていたがグレイ・ギアによって見出されたヤタベ・リョウがメインドライバーとなり、ナミをナビゲーターとして搭乗させるためコクピットはタンデム化された。またこの改造に当たってシルバーだったボディカラーもレーシングカーの様な真紅へと変更されている。
コミック『空間凶機デバステイター』ではスティングレイの高速空間への二度目の突入に際しヴェクターから様々な武装を流用するという描写があったが、OVA本編ではそれらの武装は一切登場していない。接触編では対戦車ランチャー、激闘編では強大な破壊力を持つゾルブラスターを直接交戦相手の体内へ送り込み爆発させるパイル・トルネードが装備された。
軍用バーサス

ボンバー・バーサス
- ビヒモス
- ボンバー1
- ボンバー2

## スタッフ
- 監督 - いさみ撤夫
- 原案 - スフィウス・LAB、吉田俊
- 脚本 - 十川誠志
- キャラクター原案 - 幻超二
- メカデザイン - 奈嵯宙
- デバステイターデザイン - 森木靖泰
- メカコーディネイト - 幡池裕行
- メカアクション・スーパーバイザー - 大張正己
- キャラクター作画監督 - 大平直樹
- メカニック作画監督 - 中島弘明、桑原周枝
- 演出 - 篠原俊哉
- 美術監督 - 本田修
- 撮影監督 - 吉田光伸、細野正
- 音楽 - 謝花義哲
- 音響監督 - 岩浪美和
- アニメーション制作協力 - ダイナミック企画
- プロデューサー - 赤松和光（タカラ）
- 製作 - タカラ

## 主題歌
- OPはなし
- 第1話ED「Rash Guy」（作詞：神野哲安　作曲・編曲：安岡孝章　歌：シャバナ）
- 弟2話ED「Follow You」（作詞：荒井まゆみ　作曲・編曲：謝花義哲　歌：神子雅）

## 関連商品

### OVA
- D-1 DEVASTATOR 接触編 （1992年12月11日発売）
- D-1 DEVASTATOR 激闘編 （1993年2月26日発売）

ともにVHSビデオとレーザーディスクが発売された。接触編・激闘編ともに初回生産分には特典としてサウンドドラマを収録したCDが付属。本編及び漫画版でも明かされなかった設定などが語られており、特に激闘編付属のものは本編直後の物語が描かれている。

### 漫画
空間凶機デバステイター
- 原作:吉田俊 著者:やぎむら亜樹

月刊アスキーコミックにて連載され、単行本全1巻にまとめられた。OVA版の前日譚であり、主人公はリョウやカオルの親友であるケンジョウ・マサト。主役メカとしてバーサス1号ことスティングレイ・バーサスが登場する。
ストーリー
巨大企業グループ・ヤエスは偶然発見した高速空間での反物質エネルギー解放実験に成功した。これによりヤエスのトップは高速空間内で発見された地球外文明の遺物の回収を実現すべく「バーサス計画」の中核となるスティングレイ・バーサスのテストを始めるよう指示するが、マシンそのものは完成していながらもそのパイロットはまだ決定していなかった。バーサスの操縦には高度な操縦技術と冷静な判断力を求められるが、現役のF1ドライバーはおろかトップガンでもシミュレーターのテストで合格点を出せる者がいなかったのである。「バーサス計画」に携わるシンドウ・カオルは大学時代の同窓生である、レーシングドライバーのケンジョウ・マサトをスティングレイのパイロットに推薦した。
そのマサトは自身がオーナーのチームでF1に出場してチャンピオンとなるという夢の第一歩として、所属する弱小チームでのレース初優勝を目指してマシン調整に臨んでいたが、その最中に起こったアクシデントでマシンを損壊させてしまいチームを解雇されてしまう。だが実は、アクシデントはカオルの上司であるグレイ・ギアの仕掛けた危険なテストだった。とっさの事態における判断力と技量を見て適格と判断したギアはヤエスの企業力を駆使した圧力をかけて、チームにマサトを解雇させたのである。そんな事情も知らず、解雇宣告の際にヤエスが自分に興味を持ってると知らされたマサトはヤエス自工の中央研究所へ向かう。
マサトはヤエスの研究所で再会したカオル、そして急な移籍に納得がいかずマサトを追いかけてきたメカニックの橘花のサポートを受けながら、ヤエスの幕張テストコースでのシミュレーターテストを開始する。その結果は僅か3日でほぼパーフェクトという驚異的なものだった。翌日、遺物の回収とマシンの高速空間内運用データ収集を目的にスティングレイは人類初の高速空間突入を行った。ナビゲーションコンピュータ・モニカのアシストを受けながら高速空間を疾走するマサトだったが、突如飛来してきた謎の敵から攻撃を受ける。テストの為に中間形態に変形していたためスピードを出せないスティングレイは直撃を食らい車体の一部を破壊され窮地に追い込まれるが、荒れた地形を利用して車両形態への再変形を行い、マサトの機転と絶妙の操縦技術で通常空間への帰還を果たした。
帰還したマサトは自分が知らされていなかった敵の存在に激しく憤りカオルを非難するが、そこに現れたギアからあの敵がデバステイターと呼ばれ、その存在は予測されてはいたものの実在が確認されていなかったため秘匿されていたと知らされる。そしてギアは、戦闘はレーサーの仕事でないとテストドライバーを辞そうとするマサトに遺物の回収を行えばF1チームを持たせて優勝も確約するという取引を持ちかける。そのやり方に反発するマサトだったが、デバステイターの存在を放置すれば地球の消滅に繋がるという衝撃的な事実を打ち明けられ、再び高速空間へ向かう事を決意する。
破壊されたスティングレイの修理と武装が進む中、シミュレーターで訓練を重ねるマサトだったが、カオルとは帰還以来口を聞いていなかった。一方カオルも親友のマサトを危険な目に合わせた事に責任を感じ、そして再度の突入を指示しなければならない事を悩んで部屋に閉じこもっていた。橘花の説得でカオルと和解し、ギアから知らされた地球消滅の危機には触れずに、今は自分がスティングレイのパイロットに選ばれた事を感謝していると語るマサト。カオルもマサトの言葉に迷いを振り切り、自分の責務を果たす事を心に誓うのだった。
先の帰還から10日後、遂に高速空間への二度目の突入が敢行される。突入と共に襲い来る70体ものデバステイターを相手にすべくロボットモードに変形したスティングレイは、修理の際にヴェクターから移した数々の武装を駆使し、果ては凄まじい破壊力を誇るゾルブラスターを使ってデバステイターを殲滅し、地球外文明の宇宙船へとたどり着いた。通常空間へ持ち帰る為に目的の遺物＝小型宇宙艇へ着陸装置とモニカの本体ユニットを装着して帰路に就くマサトだったが、その行く手を今度は200体ものデバステイターが阻む。自身が囮になっている間に小型宇宙艇を通常空間との接触点に向かわせたマサトは再度ゾルブラスターでデバステイターを消滅させ、自身も接触点へ向かおうとするがそこへ更なるデバステイターの大軍が。人型に変形したデバステイターを相手に、モニカが取り外されて戦闘力が半減したスティングレイを駆って孤軍奮闘するマサトだったが次第に追い詰められ、遂にスティングレイは動作不能となる大ダメージを被る。動かないスティングレイにデバステイターの群れはなおも執拗に攻撃を加え続け、その中で負傷したマサトはカオルへの想いを呟きながら息を引き取った。
幕張テストコースには、モニカの制御による小型宇宙艇だけが帰還を果たした。それから1か月後、マサトの死に責任を感じたカオルはヤエスを辞めようとするが、ギアにマサトが何故嫌がっていた再度の高速空間突入を決意したか、そして彼が命と引き換えに送り届けた小型宇宙艇から得られる技術が人類滅亡を回避する為に不可欠なものであるかを知らされる。その後カオルは、マサトが帰還した時の為にマシンを作るとチームに戻る橘花を見送りながら、マサトが命を賭して手に入れた人類存続の“ともしび”を守り育てていく事が自身にできる唯一の償いと、戦い続けていく決意を固めるのだった。

### ゲーム
デバステイター（MEGA-CD）
日本テレネット、ウルフ・チームより1993年5月28日に発売された2Dアクションゲーム。CD-ROMの大容量を生かしてOVA接触編の映像をステージ間に挿入している。ストーリー展開はゲームオリジナルだが、通常空間＝三次元と高速空間の入れ替えをデバステイターが目論む等の設定は、激闘編と同じである。1面では通常空間で軍事組織NADOとの戦闘、2面以降は高速空間を舞台としたデバステイターとの戦闘となる。
メガCDに搭載されたキャラクター・オブジェクトの拡大縮小や回転の機能を使い、画面の奥が常に蠢いているような効果で異空間の不気味さを出したり、ボスキャラ登場の際に空間を歪めながら出現するように見せたり、などの演出を試みていた。
ゲーム自体は迷路状のステージ内をロボット形態のヴェクター・バーサスで歩きながら進み、出現する敵や仕掛けられたトラップを潰したりかわしたりしながら進んでいくという、オーソドックスかつ当時としてもやや古臭いスタイル。バーサスの攻撃方法はアンカーで、ステージ中のパワーアップアイテムを取る事でアンカーの届く範囲を伸ばしたり弾を発射できるよう強化できる。
同じく日本テレネットによってSFC版も予定されていた。OVAには開発中の画面にキャスト陣による紹介ナレーションを付けた紹介映像を入れるなどのプロモーションを行っていたが、開発中止になっている。こちらは大型の多関節構造を持つバーサスを操り、同じく多関節構造のデバステイターと戦う任意スクロール型の2Dアクションだった。なおSFC版のバーサスは、雑誌などに掲載された森木靖泰によるイラストを見る限り、森木のオリジナルデザインだった。

### ガレージキット
海洋堂から、ヴェクター・バーサスのロボット形態を再現したソフトビニール製キットが発売された。

### その他
ムービックから、テレホンカードが発売された事が確認されている。